# FIFA 06
FIFA 06 es el juego oficial de la temporada 2005/06, desarrollado por EA Canada y distribuido por EA Sports para PlayStation 2, PC, Xbox, GameCube, PlayStation Portable, Game Boy Advance, Nintendo DS y  telefonía móvil.
En Europa salió en otoño del año 2005. La portada cambió radicalmente respecto a ediciones anteriores; y los protagonistas de la misma fueron Wayne Rooney y Ronaldinho en Europa, y Omar Bravo, Freddy Adu y Ronaldinho en Estados Unidos y Latinoamérica.
Su eslogan fue: "The total soccer experience." (La experiencia de fútbol total).
Los comentarios en España corren, una vez más, a cargo de Manolo Lama y Paco González. En América Latina los comentarios fueron de parte de los comentaristas de Televisa Ricardo Peláez y Enrique Bermúdez.

## Descripción
Los gráficos son muy parecidos al FIFA 2005, aunque el balón ha sido levemente reducido de tamaño, y a la hora de ver las repeticiones, en un principio puede costar encontrarlo. Además en la versión para GameCube el corte de césped es igual en todos los campos.
Las mejoras gráficas se limitan al efecto de la salpicadura cuando el césped está mojado, unos jugadores menos brillantes y a alguna animación.
La jugabilidad sufrió un cambio extremo en comparación a sus antecesores, intentando la simulación, aunque pecando de fallos anteriores y añadiendo nuevos. Por ejemplo los pases mejoraron mucho, al igual que los tiros. A la hora de presionar también se nota la diferencia. Sin embargo, los mano a mano son demasiado sencillos debido a que el portero sale a cubrir la portería demasiado tarde, aunque complica hacerle una vaselina. Además los tiros a 5 metros o menos de la línea de gol son demasiado flojos, aunque cargues al máximo, y el portero casi seguro que lo pare si es pase de la muerte (a no ser que tu delantero esté bien posicionado: a 1 metro o 2 de la línea de gol).
El portero rival sigue pareciendo Superman a partir del nivel Profesional, llega a todos los balones excepto a algún remate de cabeza, alguna falta ajustadísima o los mano a mano. Aunque si la moral de los rivales es baja, es posible marcar golazos por la escuadra desde el pico del área. Sin embargo, nuestro portero son pésimos, pues tiros iguales o peores de los delanteros rivales pueden acabar en gol sin demasiada dificultad.
Pese a todo, el juego no es demasiado difícil, incluyendo el nivel clásico (que si se le pilla el truco es más fácil que Clase Mundial); porque las contras rivales son fáciles de parar. Pero no hay que fiarse, pues para marcar algún gol a la máquina le basta con dos tiros a puerta desde cualquier zona cercana a nuestra área, y nosotros casi seguro marcaremos o de cabeza o de mano a mano, y quizás necesitemos cuatro o cinco disparos.
En cuanto al sonido, Electronic Arts sigue en la buena línea. Hay cosas que han empeorado (los cánticos ya no son personalizados para los grandes equipos, al menos los españoles, pues ahora son genéricos) pero otras muchas han mejorado (si los cracks mundiales marcan gol, dice Manolo Lama quién ha marcado; o si esos mismos jugadores recuperan a veces también lo dice).
El juego tiene una duración bastante larga. Hay modos torneo (donde incluso puedes crearte uno propio), hay un modo Fiesta que aumenta el pique en partidos multijugador. El modo carrera se ha reformado, y hay más control sobre el club, además dura 15 temporadas. Las ligas se siguen aumentando, hasta esta entrega ya son 26.

## Novedades
La tienda, aunque ya existía en el 2005, no tenía nada que ver con la de este juego: puedes comprar estadios para el modo entrenamiento, fichas de jugadores clásicos (Biografías), balones, terceras equipaciones, los equipos  World XI y Classic XI ...
Otra de las novedades del videojuego de EA Sports es la inclusión de videos recopilatorios con los mejores momentos de las ligas Inglesa, Italiana, Alemana y Francesa correspondientes a la temporada 2004/05.
Además, hay una entrevista con Samuel Eto'o, y para la versión de PlayStation 2 está el videojuego Fifa 94, el primero de la saga.
Aparte hay un vídeo donde sale la historia de todos los juegos que ha sacado FIFA desde el 94 hasta este el 06.

## Ligas
Para esta edición, se incluye por primera vez la liga de Polonia.
- Fußball-Bundesliga
- Jupiler League
- Campeonato Brasileiro Série A (A)
- K-League
- Superliga
- Ligue 1
- Ligue 2
- Fußball-Bundesliga
- 2. Fußball-Bundesliga
- FA Premier League
- Football League Championship
- Football League One
- Football League Two
- Serie A (A) (B)
- Serie B (A) (C)
- Primera División
- Tippeligaen
- Eredivisie
- Ekstraklasa Nueva (D)
- Primeira Liga
- Scottish Premier League
- Primera División
- Segunda División
- Major League Soccer
- Allsvenskan
- Super League

(A) El logo y nombre de la liga están sin licenciar
(B) No están licenciados los clubes Cagliari Calcio y A.C.D. Treviso
(C) No están licenciados los clubes Società Sportiva Arezzo, Unione Sportiva Avellino 1912, Cesena Football Club, Unione Sportiva Cremonese, Genoa Cricket & Football Club y Mantova 1911
(D) No están licenciados los clubes GKS Bełchatów, KS Cracovia, Dyskobolia Grodzisk Wielkopolski y Korona Kielce

### Resto Del Mundo
Para esta edición, se pierden los clubes polacos (Debido a la inclusión de su liga) también se pierden los clubes Paniliakos y el Sigma Olomouc, aunque a su vez, se incluyen por primera vez los clubes Shakhtar Donetsk, Fenerbahçe Spor Kulübü (fútbol) y los clubes sudafricanos Kaizer Chiefs Football Club y Orlando Pirates Football Club
- Boca Juniors
- Club Atlético River Plate
- Olympiakos
- Panathinaikos
- PAOK (Tiene el nombre de Thessaloniki)
- Orlando Pirates (Nueva)
- Kaizer Chiefs (Nueva)
- Shakhtar Donetsk (Nueva)
- Fenerbahçe SK (Nueva)
- Galatasaray
- Sparta Praga

## Selecciones Nacionales
Para esta edición, la selecciones son las mismas que aparecieron en FIFA Football 2005.
La única novedad es la pérdida de la licencia de las selecciones de China y Paraguay, a su vez,  se licencia completamente a la selección de Camerún
 Afganistán
 Sudáfrica
 Alemania
 Angola
 Argentina
 Australia
 Austria
 Bélgica   (*)
 Bolivia
 Brasil
 Bulgaria
 Camerún
 Canadá
 Chile
 China
 Colombia
 Corea del Sur
 Costa Rica
 Croacia
 Dinamarca
 Ecuador
 Emiratos Árabes Unidos
 Escocia
 Eslovaquia
 Eslovenia
 España
 Estados Unidos
 Finlandia
 Francia
 Gales
 Ghana
 Grecia
 Hungría
 Inglaterra
 Irak
 Irán
 Irlanda
 Irlanda del Norte
 Italia
 Jamaica
 Japón
 Marruecos
 México
 Nigeria
 Noruega
 Países Bajos
 Paraguay
 Perú
 Polonia
 Portugal
 República Checa
 Rumanía
 Rusia
 Suecia
 Suiza
 Arabia Saudita
 Trinidad y Tobago
 Turquía
 Uruguay
 Venezuela
(*) Los uniformes están licenciados, pero el escudo no.
Las selecciones que están en negrita son las selecciones que están licenciadas.

## Estadios
Para esta edición se incluyeron 8 estadios nuevos, del resto, son los mismos estadios de la edición anterior
 Anfield (Liverpool)
 Highbury (Arsenal)
 Old Trafford (Manchester United)
 St James Park (Newcastle United)
 Stamford Bridge (Chelsea)
 Estadio Velodrome (Olympique de Marsella)
 Felix Bollaert (R.C. Lens)
 Stade de Gerland (Olympique de Lyon)
 Parc des Princes (PSG)
 Estadio do Bessa (Boavista FC) Nueva
 Estadio do Dragao (Benfica) Nueva
 Estadio da Luz (Porto) Nueva
 Estadio Jose Alvalade (Sporting de Lisboa) Nueva
 Bay Arena (Bayer Leverkusen)
 Hamburg Arena (Hamburgo SV)
 Westfalenstadion (Borussia Dortmund)
 Camp Nou (Barcelona)
 Mestalla (Valencia)
 Santiago Bernabeu (Real Madrid)
 Vicente Calderón (Madrid)
 Estadio de Daegu (Daegu FC) Nueva
 Estadio Mundialista de Seúl (FC Seoul) Nueva
 Delle Alpi (Juventus y Torino)
 San Siro (Milan e Inter)
 Constant Vanden Stock (RSC Anderlecht)
 Ámsterdam Arena (Ajax)
 Estadio Azteca (Club América y Selección Mexicana) Nueva
 Estadio Olímpico Atatürk (Selección Turca) Nueva

## Banda sonora
- 3D Voz - "Fiesta"
- AK4711 - "Rock"
- Athena - "Tam Zamani Simdi"
- Bloc Party - "Helicopter"
- Blues Brother Castro - "Flirt"
- BoTECOeletro - "Coco Nutz Mass"
- BOY - "Same Old Song"
- Carlinhos Brown y DJ Dero - "Nabika"
- Damian Marley - "Welcome To Jamrock"
- Dogs - "London Bridge"
- Doves - "Black and White Town"
- Duels - "Potential Futures"
- Embrace - "Ashes"
- Hard-Fi - "Gotta Reason"
- Jamiroquai - "Feels Just Like It Should"
- Kaos - "Now and Forever"
- Kinky - "coqueta"
- K'naan - "Soobax"
- KYO - "Contact"
- LCD Soundsystem - "Daft Punk Is Playing At My House"
- Línea 77 - "Inno All'Odio"
- Mando Diao - "God Knows"
- maNga, "Bir Kadýn Çizeceksin"
- Marcelinho da Lua - "Tranqüilo"
- Nine Black Alps - "Cosmopolitan"
- Oasis - "Lyla"
- Paul Oakenfold - "Beautiful Goal"
- Röyksopp - "Follow My Ruin"
- Selasee - "Run"
- SoShy - "The Way I"
- Subsonica - "Corpo a Corpo"
- Teddybears STHLM - "Cobrastyle"
- The Departure - "Be My Enemy"
- The Flim - "Can You Touch Me"
- The Gift - "11.33"
- The Gipsys - "La Discoteca"
- The Rakes - "Strasbourg"
- Vitàlic - "My Friend Dario"
- Yerba Buena - "Cityzen Citysoy"

| Predecesor: FIFA 2005 | FIFA Fútbol XIII Entrega | Sucesor: FIFA 07 |

- Datos: Q1750568